# Hagastaden (tunnelbanestation)
Hagastaden är en planerad tunnelbanestation inom Stockholms tunnelbana, i stadsbyggnadsområdet med samma namn. Tunnelbanestationen är en del av Gröna linjens planerade nya gren mot Arenastaden och förväntas öppna år 2028.
Hagastaden blir den andra stationen i Stockholms tunnelbana som ligger i två kommuner, sedan tidigare gör Näckrosen det. Plattformens södra del ligger i Stockholms kommun i stadsdelen Vasastaden medan den norra delen ligger i Solna kommun. Stationen får uppgångar vid Torsplan i södra änden och i norra änden på torget Hagaplan, i entrén till Nya Karolinska Solna och vid Karolinska institutet.
Stationen byggs 20 meter under markytan och beräknas användas av 3 800 resenärer i timmen under rusningstrafik år 2030.